# 石敢当
石敢当，又称泰山石敢当，立于街巷之中，特别是丁字路口等路風水冲处被称为凶位的墙上，用于辟邪的石碑。石碑上刻有“石敢当”，或“泰山石敢当”的字，在碑额上还常有狮首、虎首等浅浮雕。很多地方將石敢當當作道路神祭祀。

## 簡介
元代陶宗仪《南村辍耕录》中记载“今人家正門適當巷陌橋道之冲，則立一小石将军，或植一小石碑，镌其上曰石敢當，以厭禳之。”石敢当的功效从最初的「鎮壓不祥之氣」，发展到治水、防火、止風、驅魔、除煞、消灾等多种功效，最後甚至能保佑官民，振興名教、禮樂。宋代出土的唐大曆五年（770年）的石敢当上刻有“石敢当，镇百鬼，压灾殃，官吏福，百姓康，风教盛，礼乐昌。”文字，可以看出当时石敢当的作用。

## 源流

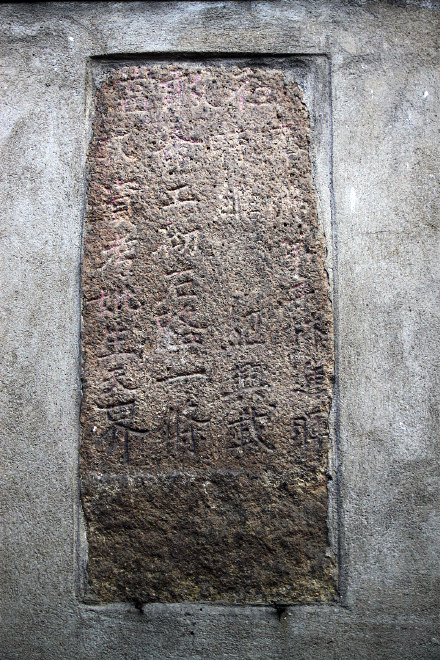
現存於福州于山碑廊中國最古老的石敢當

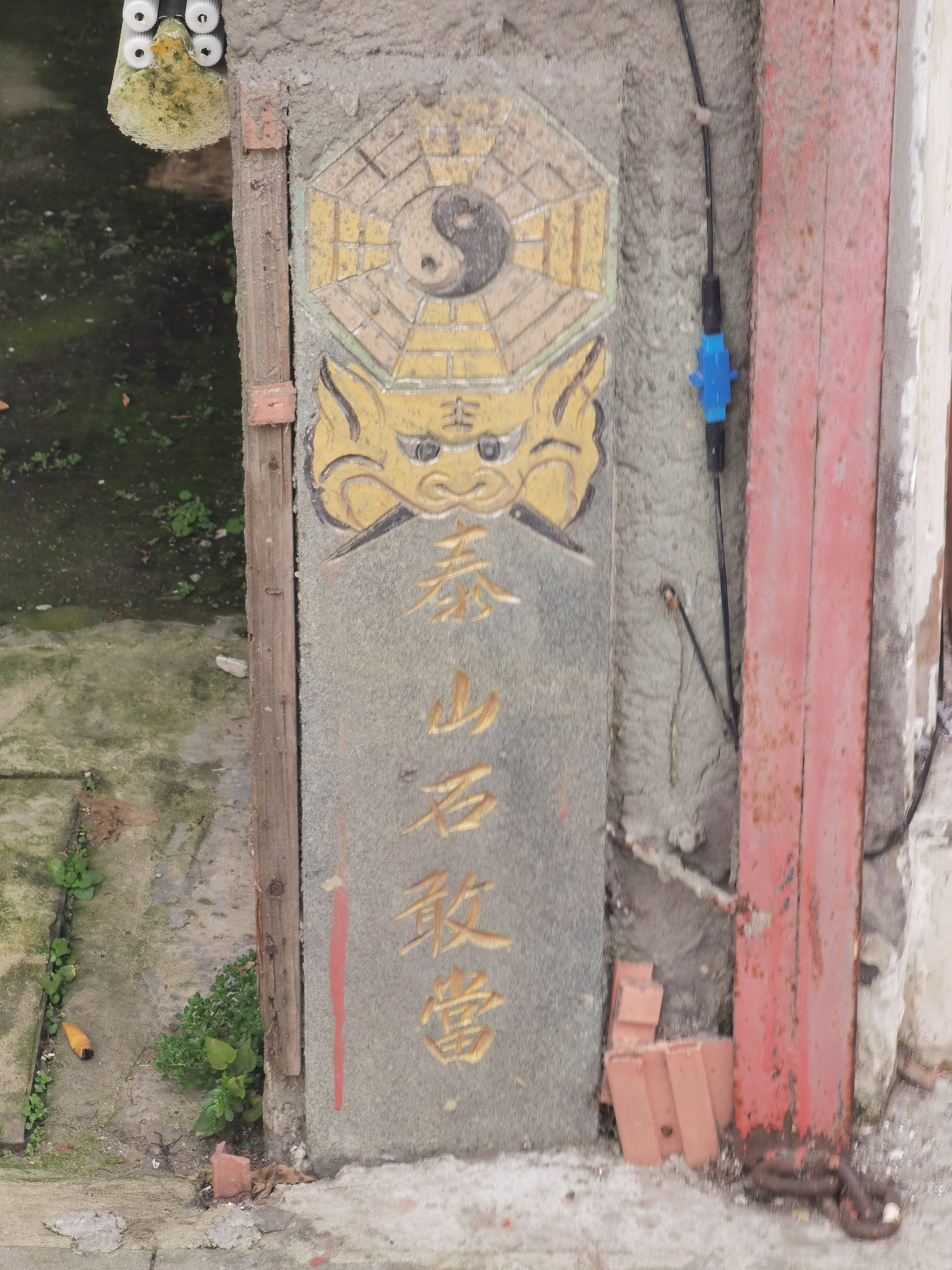
温州墨池坊东口画有虎头的泰山石敢当

“石敢當”的文字最早見於西漢史游的《急就章》：“師猛虎，石敢當，所不侵，龍未央。”唐代颜师古的注解就说：“衛有石碏、石買、石惡，鄭有石癸、石楚、石制，皆爲石氏。周有石速，齊有石之紛如，其後亦以命族。敢當，言所當無敵也。”如果根据颜师古的解释，这一段文字本身是在形容師、石、所、龍4个姓氏的品格，“石敢當”只能代表人们对于石姓勇敢无畏的评价，不能够断定当时就已经“石敢當”的宗教民俗。虽然无法佐证石敢当的起源，但但这段文字确实对后来的石敢当风俗造成了影响，一些地方设立石敢当必须在“龙虎之日”、石敢当上画“虎头”。已知年代最早的实物“石敢當”是在唐大历五年（770年），北宋庆历四年（1044年）张纬在福建莆田做官时候在宅中偶然获得1块石铭和2块石符，石铭上刻有：“石敢当，镇百鬼，压灾殃，官吏福，百姓康，风声盛，礼乐昌。大历五年，县令郑押字记。”现存最古老的石敢当也是在福建，福州市的於山碑廊中保存一块宋高宗绍兴年间的石敢当，“石敢当”3字下铭文为：“奉佛弟子林进晖，时维□□绍兴载，命工砌石路一条，求资考妣生天界。」
一般来讲，石敢当的源流可以分为灵石崇拜和泰山崇拜两部分，由于资料匮乏，难以肯定唐宋时期之前的石敢当已经具有如今普遍的“压禁”功能，也无法确定石敢当习俗的具体发祥地。灵石崇拜有着悠久的历史，遍布于世界各地，如今的台湾人依旧有着“石头公”崇拜，中国西部的羌族也崇拜白石。汉代《淮南子》记载“丸石于宅四隅，则鬼无能殃也”，而前文提及的唐代石敢当正是埋藏地下、用于镇宅。根据东汉应劭《风俗通义》记载，河南汝阳彭氏墓路头又一个石人可以治病，如今泰山碧霞观还有两座石碑据说触摸刻消除疾病。
”在“石敢当”前增加“泰山”一般被认为是在明清以后，这与当时泰山地位的下降有关。泰山自古就盛产山石，并且兼具五岳之首和鬼府的宗教意义，元代泰山祭祀制度废弛后，明清两朝泰山逐渐走进民间，关于“泰山石敢当”的记载也从明代中后期开始出现。民俗学家叶涛曾在台湾傅斯年图书馆找到过两张有“皇统六年（1146年）”、“泰山石敢当”字样的拓片，然而这对拓片存在时代不同、相互叠轧的翻刻，实际上难以判定年代。目前在年代可确定的文献中最早记录“泰山石敢当”的是成书于明朝万历年间的温州地方掌故文献《岐海琐谈》，如今温州的石敢当多刻“泰山石敢当”或“泰山在此”字样。
早在宋代，石敢当就已经在今天的江浙地区十分流行。宋人施青臣在《继古丛编》记载：“吴民庐舍，遇街衢直冲，必设石人，或植石片，镌‘石敢当’以镇之。”元末明初的陶宗仪隐居江南的松江府，他在《南村辍耕录》写当地的习俗：“石敢当：今人家正门适当巷陌桥道之冲，则立一小石将军，或植一小石碑，镌其上曰‘石敢当’，以厌禳之。”明代中后期的姜准《岐海琐谈》描绘了温州的石敢当习俗：“人家正门及居四畔，适当巷陌、桥梁冲射，立一石刻将军，半身埋之，或树石刻‘泰山石敢当’字，为之压禳。”随着石敢当在民间的流行，一些学者也开始探究石敢当的历史原型，一部分学者，包括陶宗仪和杨慎，从颜师古之说认为石敢当本无其人，只是民间以讹传讹罢了；另外一部分人认为石敢当即五代五代后汉皇帝刘知远的侍从石敢，这个人在政变中为保护主上格斗而死。早在宋代，《姓源珠玑》就已经有这种说法，受此影响，明人徐勃在自己的笔记中直接把五代的石敢称作石敢当。

## 传播与各地流变

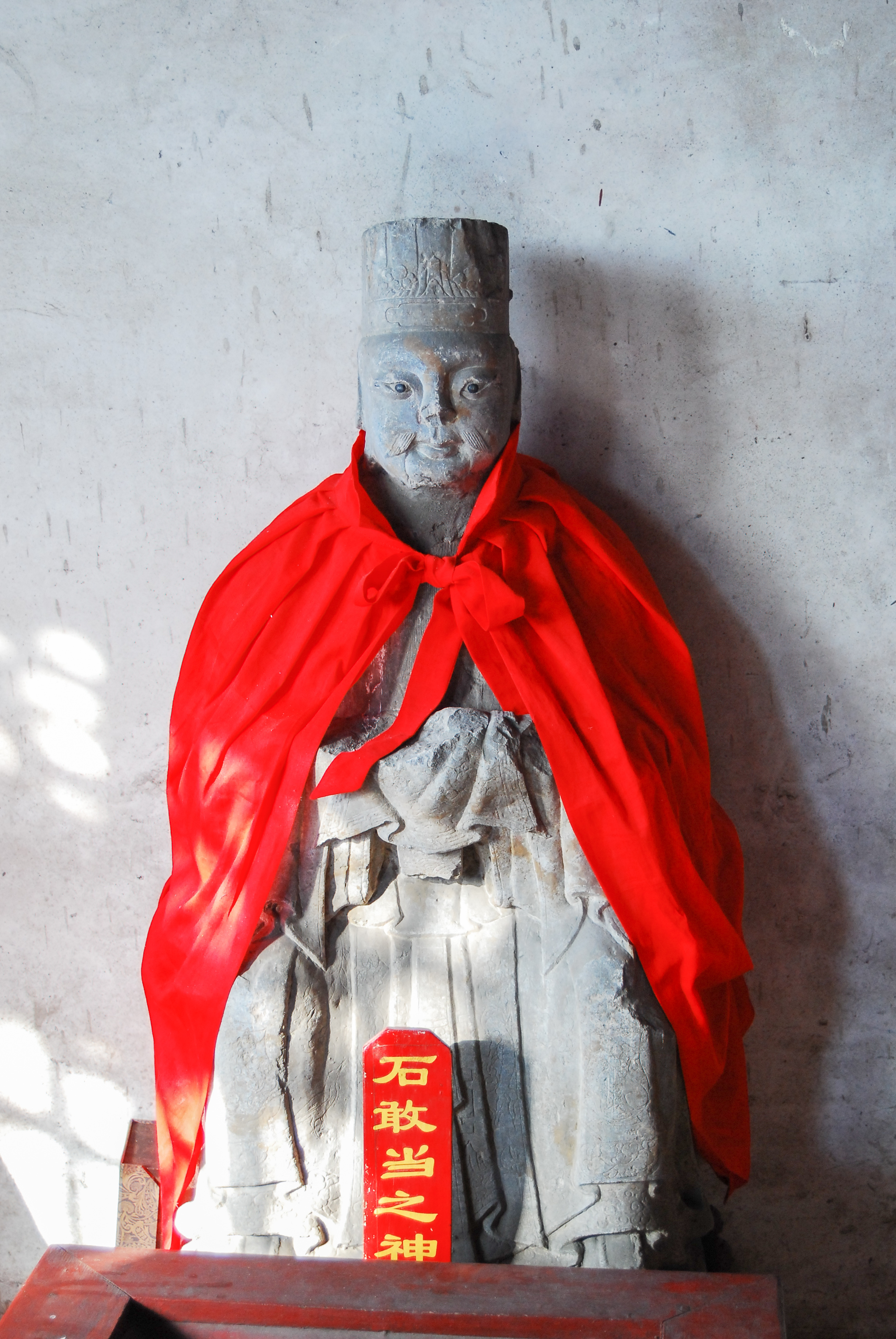
山东泰山上石将军神像
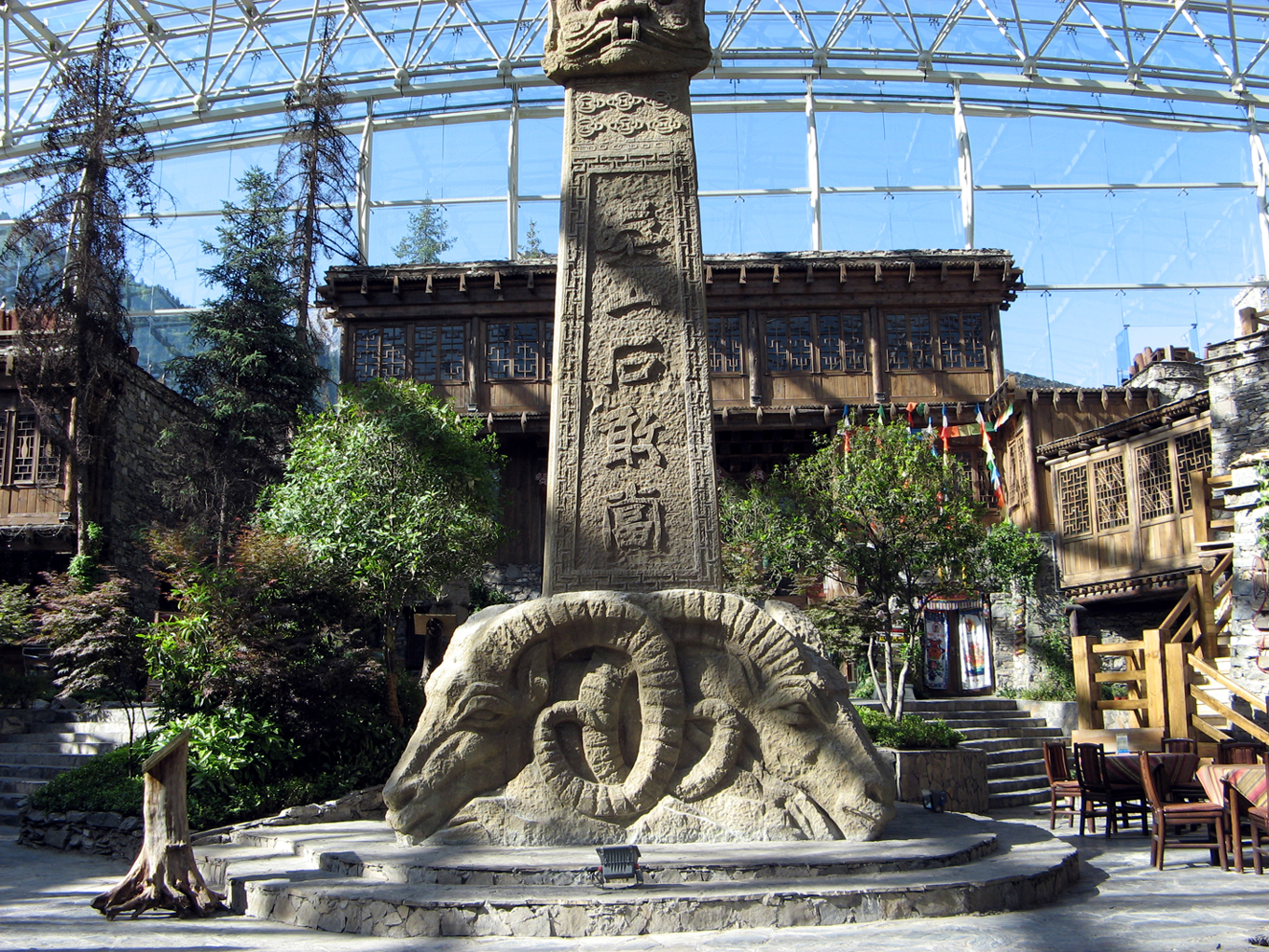
四川九寨沟石敢当城市雕塑
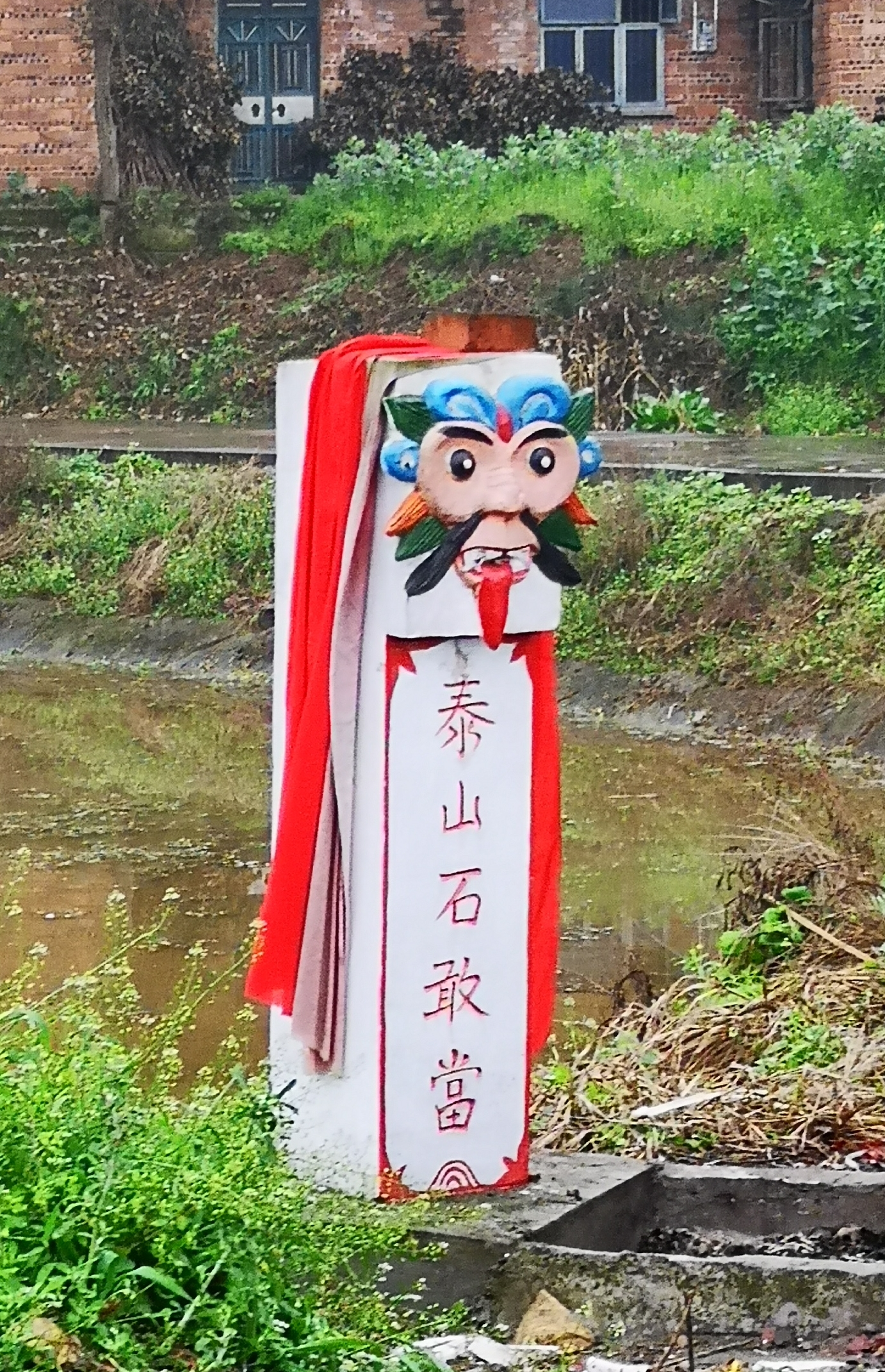
四川瀘縣泰山石敢當
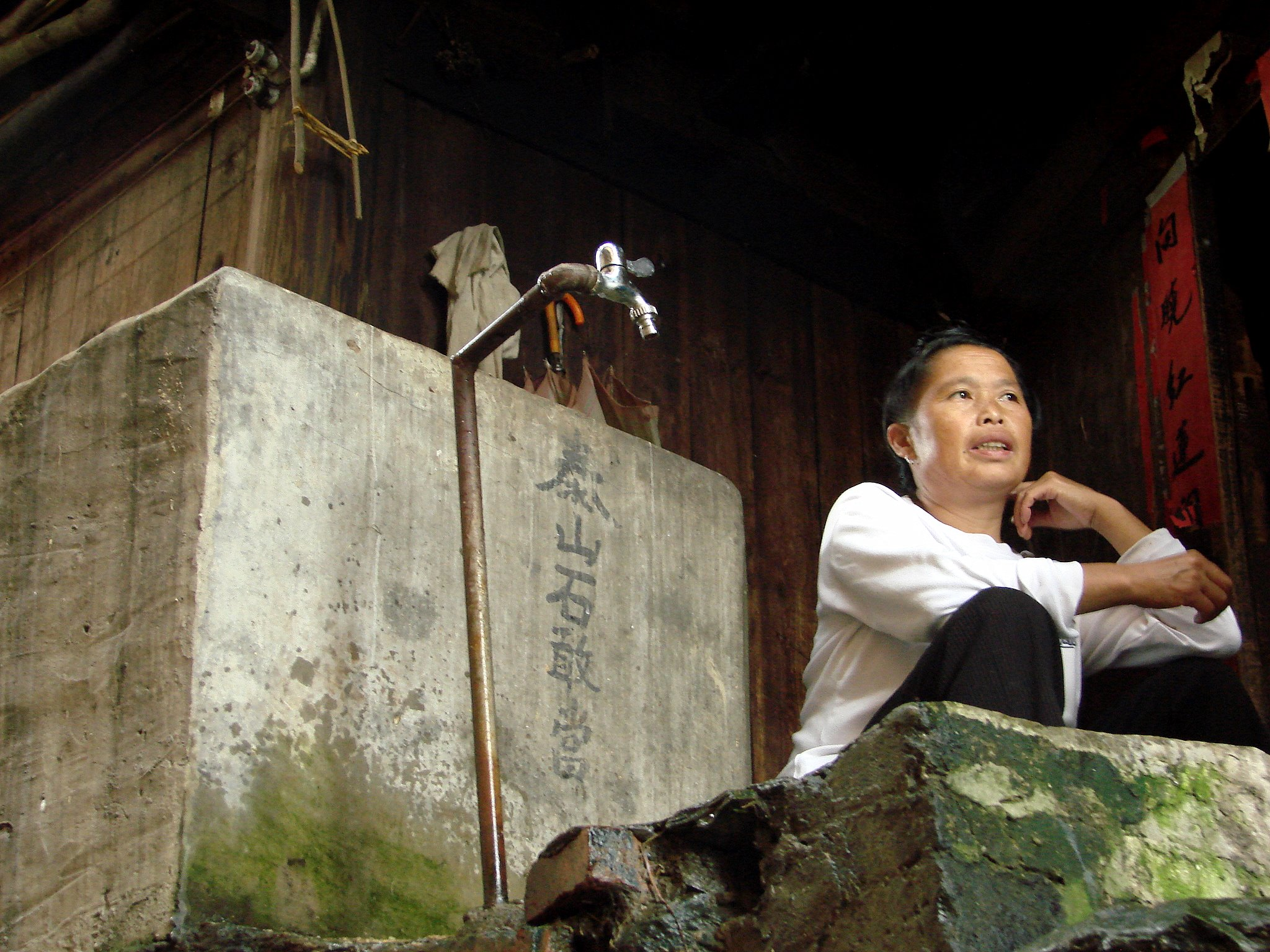
贵州堂安侗寨石敢当
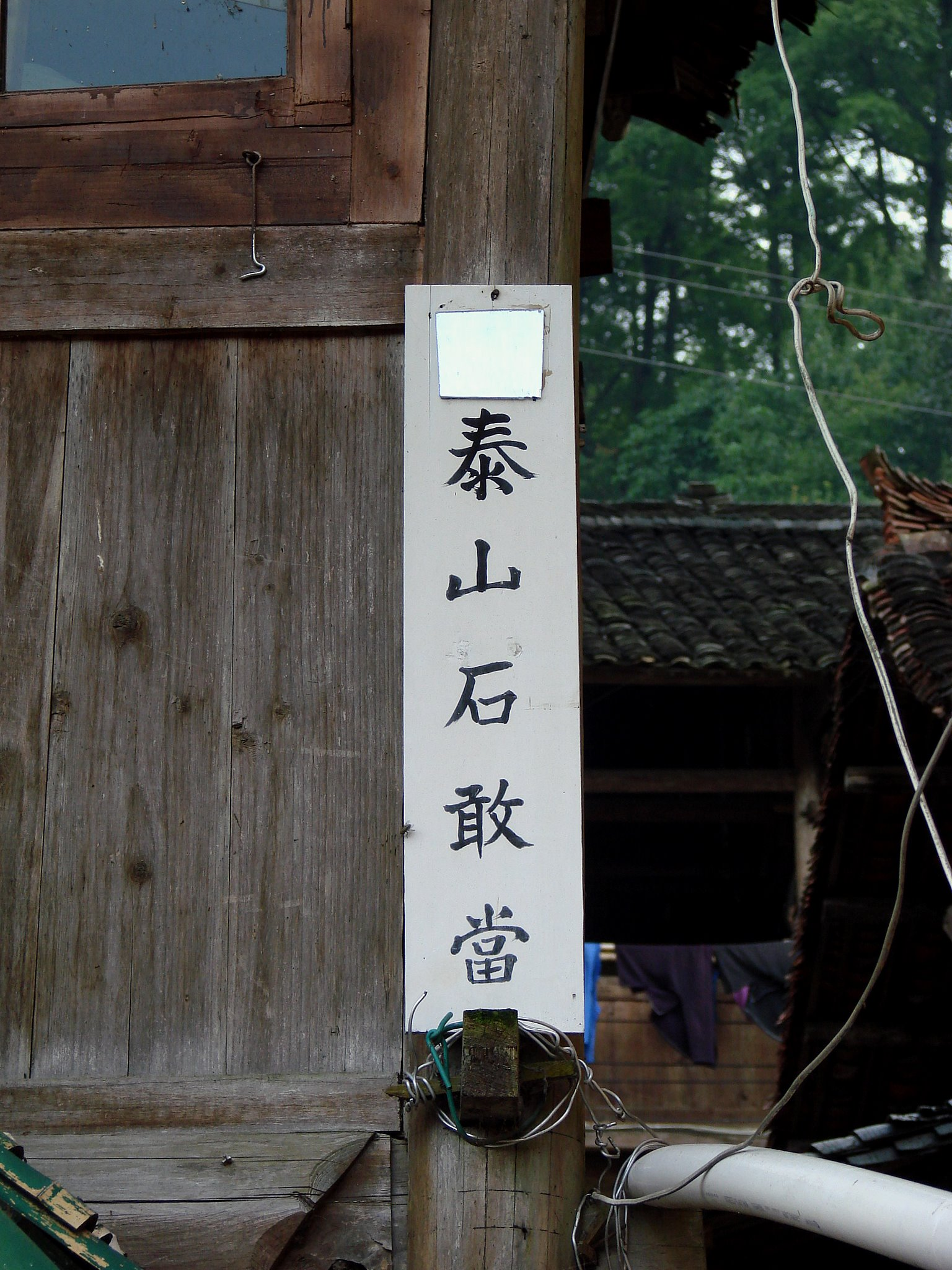
贵州肇兴侗寨石敢当
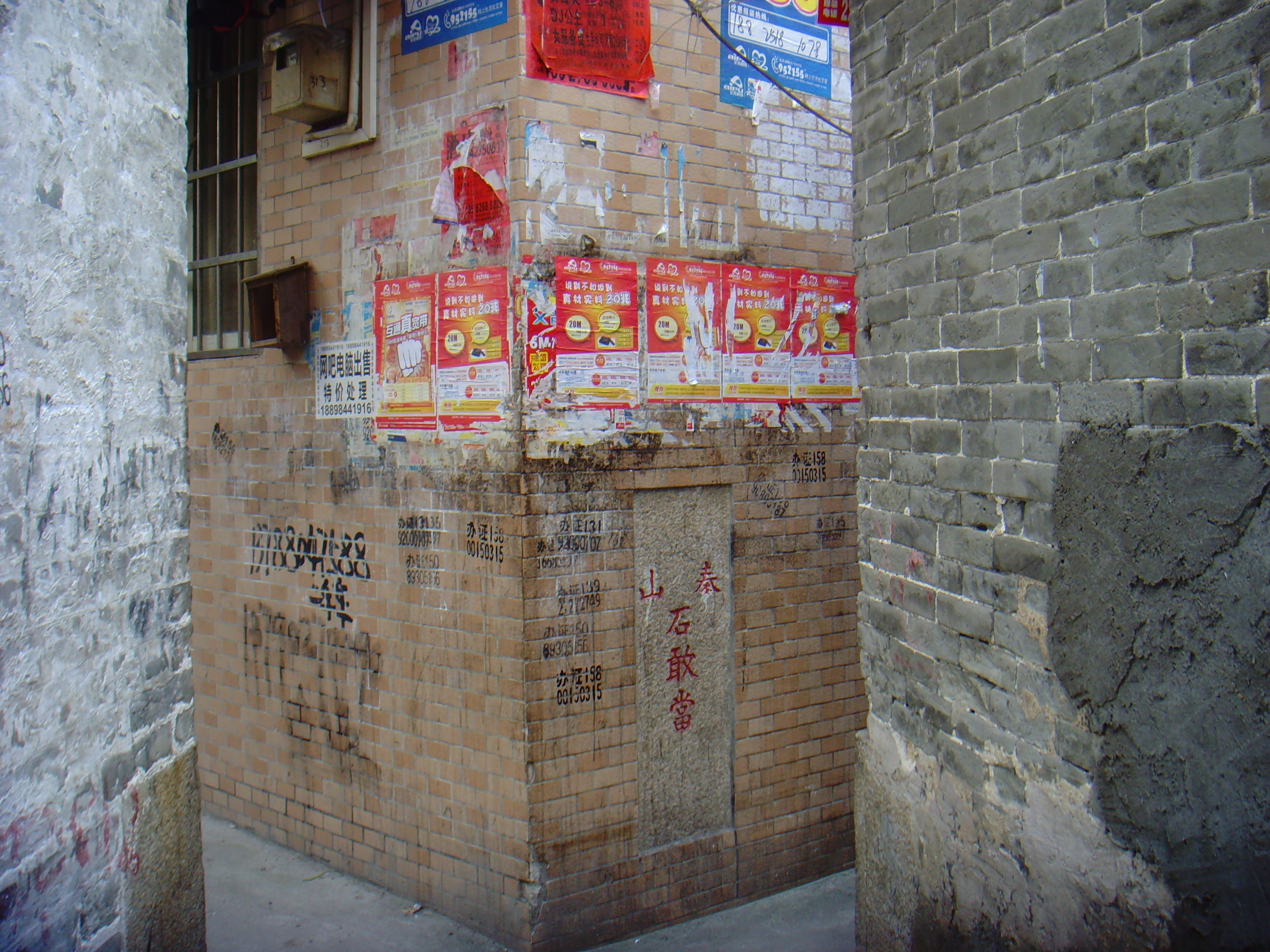
广州大塘村石敢当
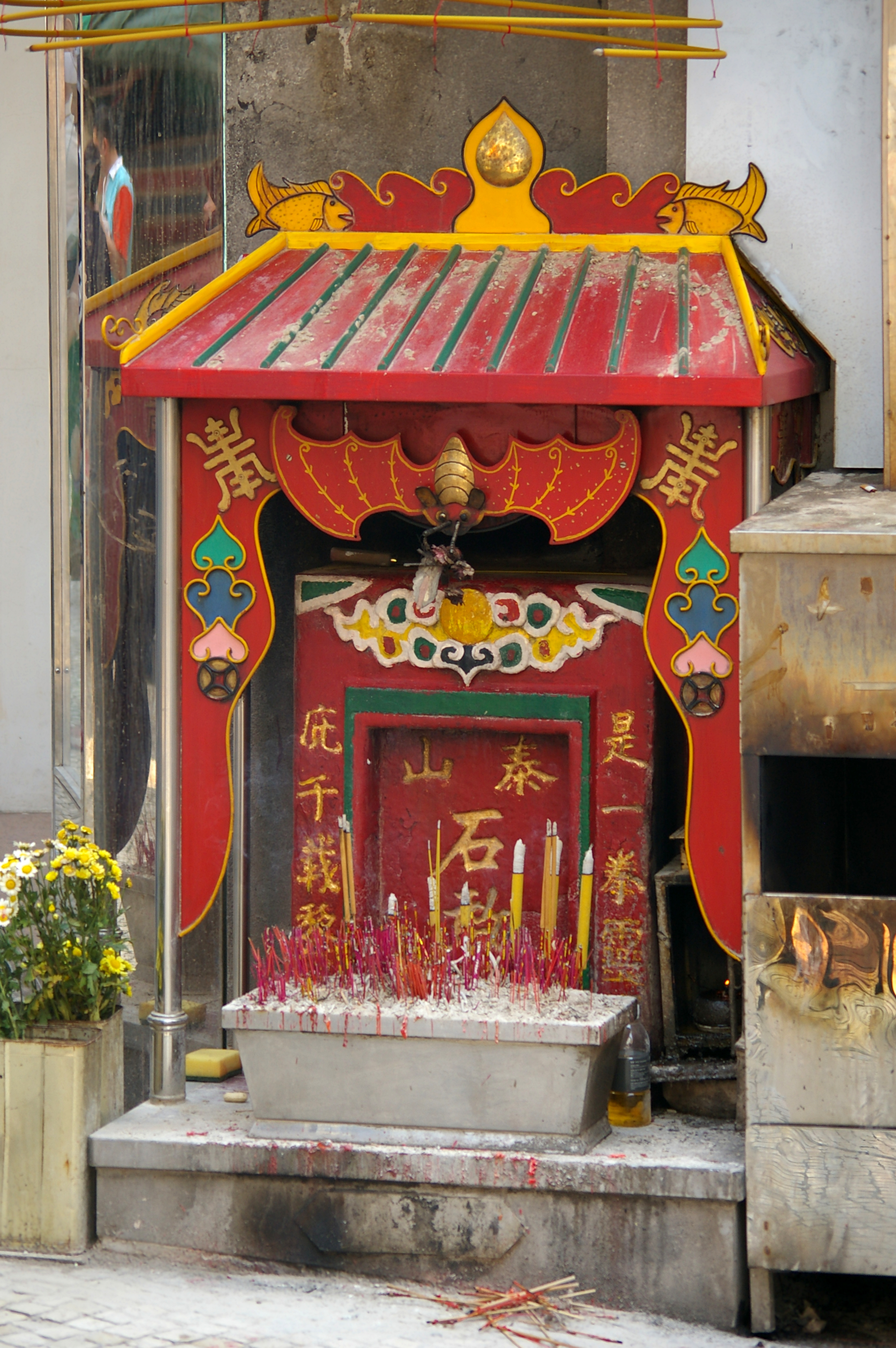
澳门石敢当
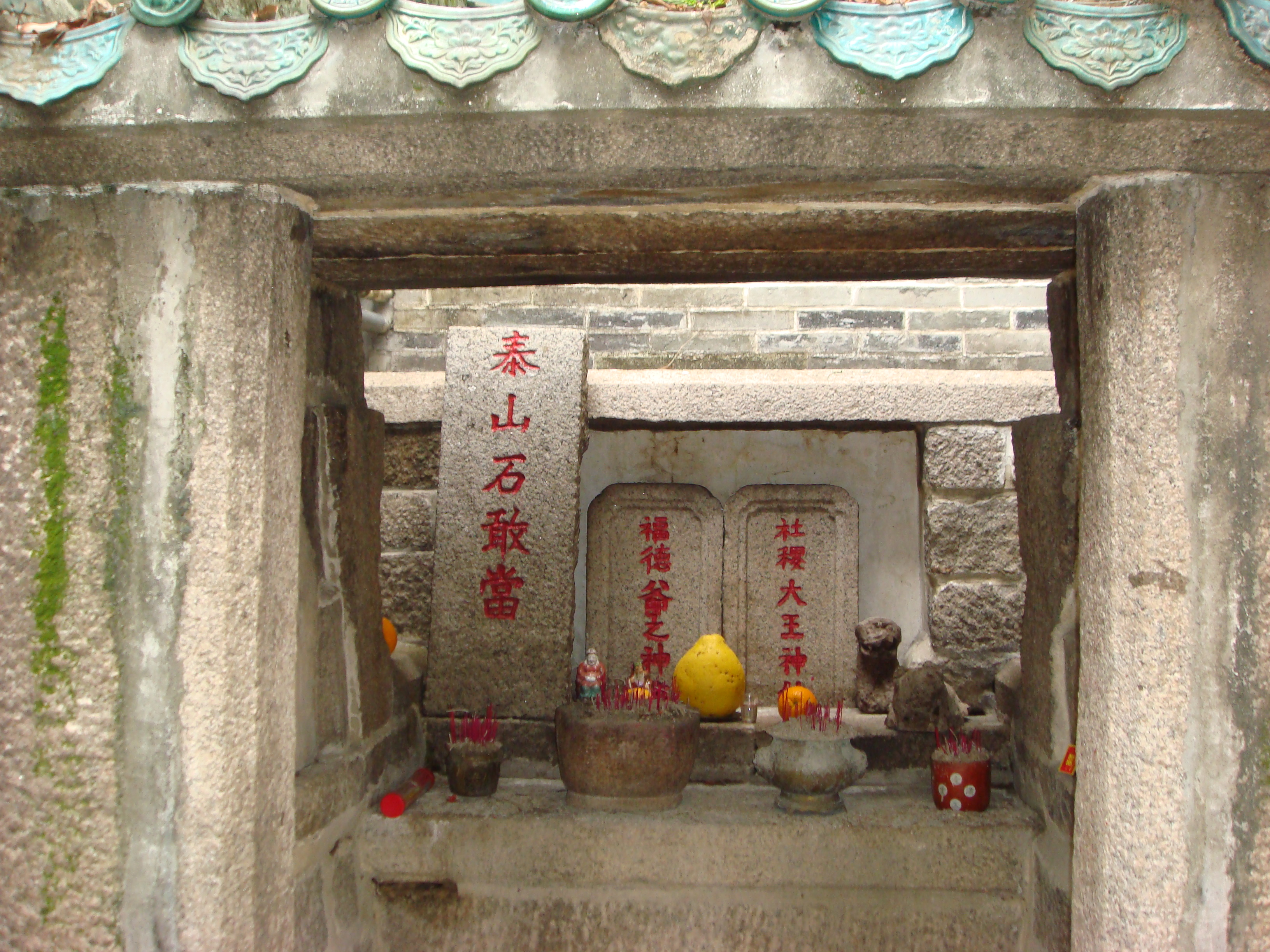
香港石敢当牌位
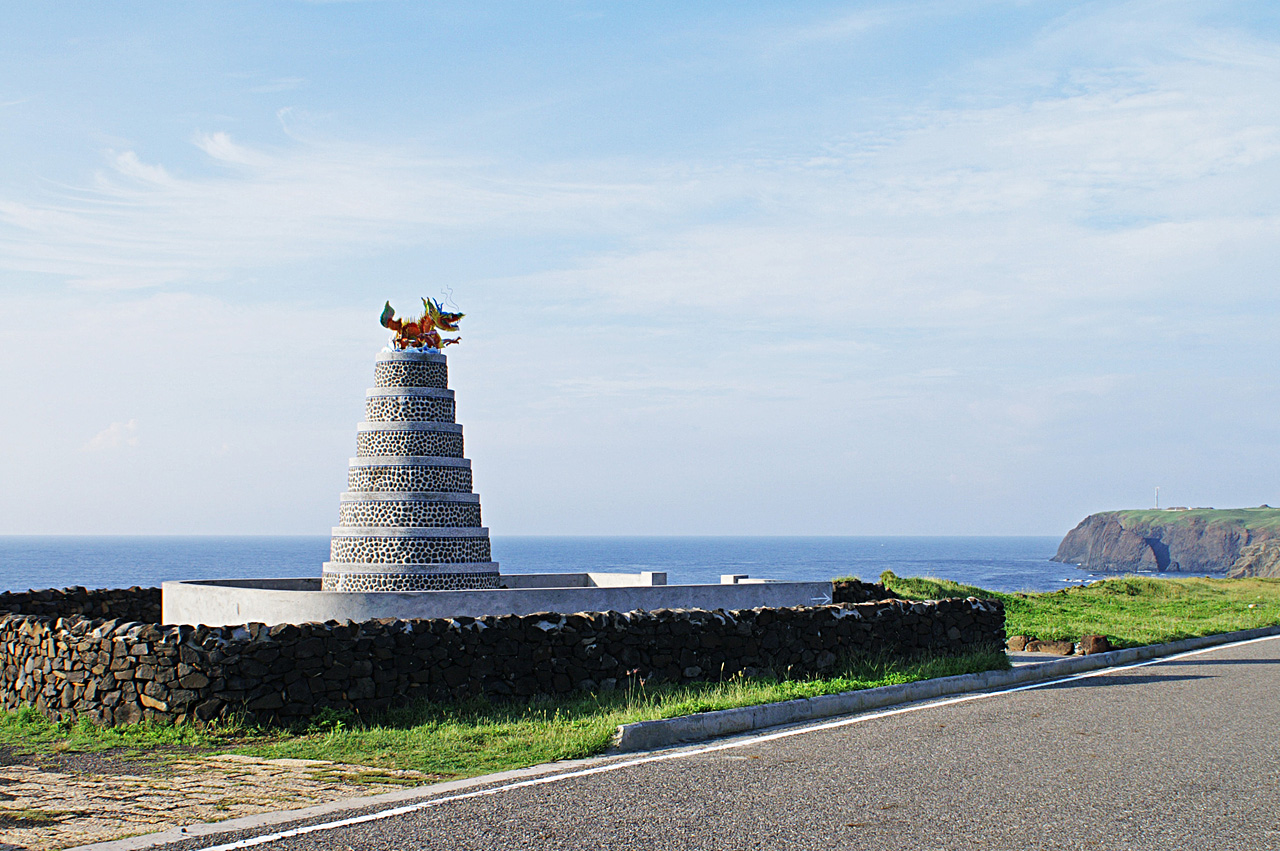
澎湖七美金龍石敢當
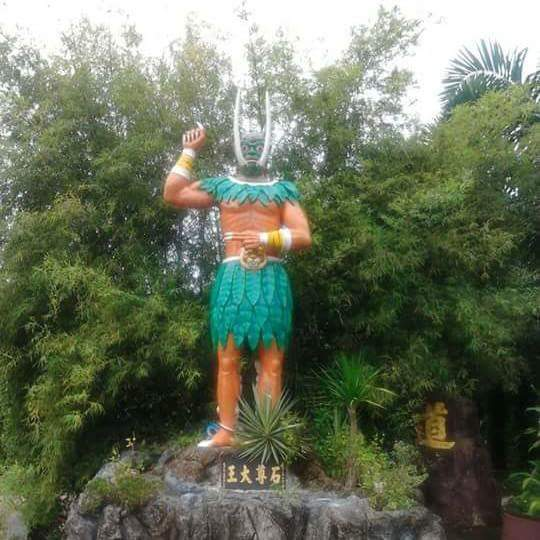
马来西亚的石敢当神像

### 中国大陆
唐宋以前的石敢当习俗以及具体发样地已经无法考证，根据现代调查来看，石敢当的传播中心在中国的山东和福建两省。如前文所说，福建地区的石敢当最早可以追溯到唐代，拥有已知和现存最古老的石敢当。福建地区的石敢当主要以“石敢当”三字刻字为多，“泰山石敢当”反而较少，侧面印证了当地石敢当信仰的历史悠久。福建地区的石敢当不仅历史悠久，石敢当文化渗透到福建的全省各地，与福建本土的宗教融为一体，在大大小小地方都有着各具特色的发展。在福州的石敢當，流行有石碑樣式的石敢當和獅子造型的石敢當，且都在舊屋區、鄉間街道的巷弄口與橋頭豎立:125。也有包括金门在内的闽南地区流行一种狮子造型的石敢当，厦门岛内唯一的石敢当庙在石顶巷，人称石狮爷；类似厦门的石狮爷，金门的石敢当则与风伯结合，人称風獅爷。莆田一带的石敢当则主要设置在佛龛之下，福建内陆的土楼也会在北方设置石敢当以求防火镇灾，闽北则将石敢当当作神来崇拜，无论村落还是郊野都可以见到。
山东地区的石敢当主要与泰山有关，因此石敢当刻字几乎都是“泰山石敢当”，省内现存的石敢当大多是在明清时期。泰山山区的中心地带，包括原莱芜市和泰安市辖区，是山东石敢当信仰的核心区域，这一地区内石敢当信仰广泛流传，并且衍生出石大夫、石将军等具有地方特色的信仰，由于当地传说石敢当是一位将军，所以石将军人物造型的石敢当特别流行。泰安市夏张镇有着山东境内最古老的石敢当，属于明代驿站的遗物。泰安市的桥沟村则是当地民俗传说中石敢当的故乡，村内多数旧民宅内都有石敢当。泰安市区的华侨大厦、南湖公园、岱庙南门广场中也建立了现代的石敢当塑像。此外，在章安、莱芜一带还流行石大夫崇拜，这是石敢当信仰与东汉“石人能治病”传说的合流。此外，山东的石敢当还有“太山石”、“太公在此”、“泰山神/石敢当”等变体。
中国大陆在西藏之外几乎都可以见到石敢当，受到石敢当习俗影响最大的分别为福建周边的广东和浙江，以及山东周边的北京、江苏、河北、山西、东北。广东的石敢当以与闽南地区紧密相连的潮汕地区为主，当地流传两种石敢当习俗，第一种就是石敢当即石敢论，将他的名字刻在石头上就可以挡煞；第二种则会在符纸上写“姜太公在此，百事无忌”，因为他在封神榜中不愿意做神仙，留在人间为百姓挡煞。浙江的温州，受到闽南风俗影响，石敢当习俗也相对盛行，当地流行在“恶向”的墙上嵌一块镇宅石，可以设置在墙中、门边、路口，写“泰山石敢当”或者画虎头、太极符号，以此避煞破邪。北京作为古都，保留了许多明清建筑，诸如北京第二十五中学、中国社会科学院考古研究所、中央音乐学院等建筑中都有石敢当的身影，许多胡同的路口也会设置石敢当。中国西南的少数民族受到汉族影响，也会设立刻有汉字“泰山石敢当”的石头辟邪，四川人称之为吞口，譬如西南的侗族、壮族、羌族、水族、白族、彝族都会设立狗头或狮子头的泰山石敢当，四川九寨沟的九寨天堂石敢当雕像就是以此为灵感创作。

### 港澳
香港石敢当并不多见，反而在不少馬路邊、港口內外或島嶼上亦豎立了刻上「喃嘸阿彌陀佛」的石碑，一般說法是以經文鎮靜意外身亡的交通意外死難者。香港的石敢當一般在新界鄉村的民居出現，有掛在外牆上的木牌，亦有石刻樣式的。青衣一屋邨的斜坡處亦有供奉石敢當大將軍。龍躍頭天后廟後亦有一塊石碑刻上。澳門新橋區橋巷有一座石敢當行臺，建於光緒二十年（1894年），是街坊用作公眾議事的地方，門上有一對藏頭聯書：「公是公非創立規模垂久遠，正人正己協力同心兆安康」。後來，附近鎮守蓮溪的「石敢當」碑石被供奉進室，漸漸地變成現時的廟宇，以「石敢當」為主神作供奉，並祀姜太公、玄壇、觀音、關帝等神祀。以往更會在每年農曆正月初七為「石敢當」舉行神誕，大行廟會，並以神像出巡作保境巡遊，同時會以飄色緊隨隊伍之後。

### 台湾
台湾石敢当习俗相当普遍，多设置于门前、巷口、路口、海岸、河岸、山脚等地，以邻近福建的澎湖为最，1990年代初澎湖县出版《澎湖之石敢当》记载县内石敢当109年，其中花屿79座。澎湖在島上要道、山頂、海濱皆極為常見；主因離島生活刻苦、自然天災危害甚鉅，因此居民就求神問卜，依照指示在島上建設各式的石敢當，以期能夠辟邪、止煞、鎮罡，抵擋自然災害。臺灣最大的石敢當是位於雲林縣西螺鎮的西螺泰山石敢當，这座石敢当是为了防治濁水溪水患设立。

### 日本及其他地区
日本列島上的石敢當大多數位於鹿兒島縣境內。1879年琉球王國被日本吞併後，大量琉球人遷居日本列島，這些琉球人在日本各地都建有石敢當，但不多見。在沖繩街市的丁字路口，有很多形状不同刻有石敢当字样的石碑。由於當地傳說中的魔鬼「マジムン」有直向行走的習慣，因此琉球人在路口設置石敢當，以防止魔鬼進入自己家中。位于马来西亚Kampung Parit Keroma Darat, 84000 Muar, Johor的泰山庙，是马来西亚其中一间供奉石敢当的寺庙。当地人称为石尊大王。
石敢当在不同的地方，有不同的样式，有浅浮雕的，有圆雕的，有的也刻有太極、八卦图案，有的刻上龍馬、麒麟、獅頭、玄武等吉祥物；有的什么装饰也没有，只刻有“石敢当”或“泰山石敢当”幾個字；也有一些石敢當上會有「南無阿彌陀佛」的字樣。

## 相關影視作品
- 2008年：《搜神傳》（香港無綫電視）：由陳浩民飾演石敢當
- 2012年：《向著炮火前進》（中國大陸）：由謝孟偉飾演石敢當
- 2014年：《石敢当之雄峙天东》（中國大陸）：由張子健飾演石敢當
- 2017年：《降魔的系列》（香港無綫電視）：由胡鴻鈞飾演石敢當

### 书籍
- 叶涛. . 浙江人民出版社. 2007  [2023-08-13]. ISBN 9787213034756. （原始内容存档于2023-08-13）.